# Rurange-lès-Thionville
Rurange-lès-Thionville település Franciaországban, Moselle megyében. Lakosainak száma 2349 fő (2022. január 1.). Rurange-lès-Thionville Ay-sur-Moselle, Bousse, Guénange, Luttange, Trémery és Volstroff községekkel határos.

## Népesség
A település népessége az elmúlt években az alábbi módon változott:
| Lakosok száma | 553  | 1044 | 1560 | 1958 | 2413 | 2502 | 2494 | 2431 | 2399 | 2349 |
|               | 1968 | 1982 | 1990 | 2006 | 2013 | 2015 | 2017 | 2019 | 2020 | 2022 |